# 中納直子
中納 直子（なかの なおこ、1981年 - ）は、日本の小説家。三重県生まれ、京都文教大学人間学部臨床心理学科卒業。京都府在住。2011年に第54回群像新人文学賞を受賞。

## 作品

### 雑誌掲載
- 美しい私の顔（『群像』2011年6月号）
- とつきとおか（『群像』2012年4月号）
- おにんぎょさん（『群像』2013年9月号）
- かたわれどき（『新潮』2014年3月号）
- キャンプ in 沖縄（『すばる』2014年7月号）